# Espécie quase ameaçada
Uma espécie é considerada Quase Ameaçada (sigla NT da Lista Vermelha da IUCN) quando ela não se qualifica para as categorias criticamente em perigo, em perigo ou vulnerável neste momento, porém está perto de se enquadrar ou será enquadrada num futuro próximo.

## Versão 2.3 das categorias e critérios da IUCN
Antes de 2001, a IUCN usava a versão 2.3, que incluía uma categoria separada para espécies dependentes de conservação ("Conservation Dependent", LR/cd). Com esse sistema de categoria, tanto Quase ameaçada quanto Dependente de Conservação eram subcategorias da categoria Baixo risco. Taxa que tiveram a última avaliação antes de 2001 podem estar nas categorias  LR/cd ou  LR/nt, apesar de que pelos critérios atuais, elas devam ser categorizadas como Quase ameaçadas (NT) em ambos os casos.